# François Duval dit Malter
Pour les articles homonymes, voir Duval et François Duval.
Scènes principales
Théâtre des Variétés-Amusantes
François Duval, dit Malter, est un danseur français né le 21 mai 1743 à Paris, où il est mort le 18 juin 1821.

## Biographie
Fils d'Antoine Duval, maître de danse à Paris, et d'Henriette Brigitte Malter, il épousa Marie-Anne Hamoir, elle aussi issue d'une famille de danseurs.
François Duval faisait partie d'une dynastie de danseurs et de pédagogues français du XVIIIe siècle, les Malter.
Deux de ses frères aînés continuèrent également la tradition familiale :
- Antoine Jean François Duval (1732- ?) quitta Paris en 1755 et exerça comme maître de danse à Rochefort-sur-Mer
- Jean Charles Duval (1741- ?), musicien, fut premier violon à la Comédie de Lyon où il demeurait.

Il est maître des ballets de l'Académie royale de danse. À partir de 1778, il s'associe avec Louis Hamoir et Jean Nicolas Le Mercier, pour prendre la direction du spectacle des Variétés Amusantes, situé rue de Bondy à Paris, à la foire Saint-Laurent. En 1781, ils font faillite. Il s'associe ensuite avec François Bigottini.

## Sources
- Émile Campardon, Les Spectacles de la foire, Paris, 1877
- Dictionnaire de la danse, Paris, Larousse, 1999